# ルキウス・コルネリウス・キンナ (紀元前127年の執政官)
ルルキウス・コルネリウス・キンナ（ラテン語: Lucius Cornelius Cinna、生没年不詳）は、紀元前2世紀中期・後期の共和政ローマの政治家。紀元前127年に執政官（コンスル）を務めた。

## 出自
キンナはエトルリアに起源を持つパトリキ（貴族）であるコルネリウス氏族の出身であるが、コルネリウス氏族はローマでの最も強力で多くの枝族を持つ氏族でもあった。しかし、キンナのコグノーメン（第三名、家族名）が歴史に現れるのは紀元前2世紀に入ってからである。コルネリウス氏族は他の氏族同様解放奴隷やクリエンテスにも自らの氏族名を与えており、ドイツの歴史学者F. ミュンツァーは、キンナ家はパトリキではなくマンムラ家やシセンナ家と同じく、プレブス（平民）系ではないかと考えている。
カピトリヌスのファスティの紀元前127年の部分は欠落しているが、息子であるルキウス・コルネリウス・キンナのファスティから、父のプラエノーメン（第一名、個人名）はルキウスであることが分かる。おそらく、紀元前169年から紀元前158年の造幣官を務めた人物と思われる。

## 経歴
現存する資料にキンナが最初に登場するのは紀元前136年のことである。ヒスパニア・キテリオルではヌマンティア戦争が続いていたが、プロコンスル（前執政官）で属州総督のマルクス・アエミリウス・レピドゥス・ポルキナが独断でワッカエイ族を攻撃した。元老院はレガトゥス（特使）としてキンナとルキウス・カエキリウス・メテッルス・カルウスを派遣し、戦争の禁止を明確に伝えた。しかしポルキナはこれを無視した。元老院はワッカエイがヌマンティアを支援したことを考慮しておらず、また親戚で隣接するヒスパニア・ウルテリオル総督のデキムス・ユニウス・ブルトゥスの協力が期待できること、さらにこの時点で撤退することの危険性を特使に伝えた。しかし、パランティアの包囲は長引き、ローマ軍は深刻なな補給不足に見舞われた。彼らは輜重用の動物もすべて食べ尽くし、それでも多くの兵士が餓死した。ポルキナとブルトゥスは「長期間飢餓に耐えていた」が、最終的には夜間撤退という最も予想外の命令を出した。その結果、撤退というよりは、むしろ逃走に近いものとなった：兵士たちは負傷者や病人、自分たちの武器さえも投げ捨て、何の秩序もなく逃げ去った。これを利用したパランティア軍は翌日も終日ローマ軍を追撃し、大損害を与えた（オロシウスは6,000人の死者を出したと語っている）。夜になっても、ローマ軍は野営地を設営することもできなかったが、理由は不明だがパランティア軍は追撃を止めて去った。その理由として、紀元前136年3月31日から4月1日の夜にかけて、月食があったためとの推定もある。
執政官就任年とウィッリウス法の規定から、キンナは遅くとも紀元前130年にはプラエトル（法務官）に就任したはずである。紀元前127年に執政官に就任、同僚はプレブスのルキウス・カッシウス・ロンギヌス・ラウィッラであった。執政官としての業績は殆ど知られていない。キンナが執政官に就任したことは、『354年の年表』、『パスカレの年表（イースター年表）』、カッシオドルスの『イダキウス』、それにラティーナ街道沿いのヴェナフロ近くのマイルストーン（CIL X 6905）の碑文で確認できるのみである。
執政官任期満了後のキンナに関しては、何も記録が残っていない。

## 子孫
ローマ内戦時にマリウス派（民衆派）の指導者として4回執政官を務めたルキウス・コルネリウス・キンナは息子である。

## 参考資料

### 古代の資料
- アッピアノス『ローマ史』
- オロシウス『異教徒に反論する歴史』
- カピトリヌスのファスティ

### 研究書
- Crawford M. "Roman Republican Coinage" Cambridge University Press 1974
- Simon G. "Wars of Rome in Spain" - M .: Humanitarian Academy, 2008 .-- 288 p. - ISBN 978-5-93762-023-1 .
- Broughton R. Magistrates of the Roman Republic. - New York, 1951. - Vol. I. - P. 600.
- Münzer F. Cornelius // Paulys Realencyclopädie der classischen Altertumswissenschaft . - 1900. - Bd. Vii. - Kol. 1249-1250.
- Münzer F. Cornelius 105 // Paulys Realencyclopädie der classischen Altertumswissenschaft . - 1900. - Bd. Vii. - Kol. 1282.
- Münzer F. Cornelius 106 // Paulys Realencyclopädie der classischen Altertumswissenschaft . - 1900. - Bd. Vii. - Kol. 1282-1287.
- Haywood R. "Studies on Scipio Africanus" - Baltimore, 1933.